# مطبخ غرب إفريقيا
مطبخ غرب إفريقيا يشمل مجموعة متنوعة من الأطعمة المقسمة بين بلدانها الستة عشر. في غرب أفريقيا، تقوم العديد من العائلات بزراعة وتربية طعامها بنفسها. تتكون الأطعمة الأصلية من النباتات والحيوانات، وهي مهمة لأولئك الذين يعتمد أسلوب حياتهم على الزراعة والصيد.
ويلعب تاريخ غرب أفريقيا أيضًا دورًا كبيرًا في مطبخهم ووصفاتهم، حيث أدى التفاعل مع الثقافات المختلفة على مر القرون إلى تقديم العديد من المكونات التي أصبحت فيما بعد مكونات رئيسية لمختلف المأكولات الوطنية اليوم.

## تاريخ
خلال الفترة الحديثة المبكرة ، أثّر المستكشفون الأوروبيون وتجار الرقيق على المأكولات والمطبخ في غرب افريقيا بدرجة محدودة. كما جلبت سفن التجار والعبيد الفلفل الحار والذرة والطماطم، إلى جانب الفول السوداني والكسافا والموز، فكانت هذه السفن تحمل المكونات الإفريقية إلى العالم، بما في ذلك البازلاء ذات العين السوداء والبامية . في فترة الاستعمار، وخاصة خلال فترة التنافس على أفريقيا، أدى تقسيم القبائل إلى تقسيم واختلاف أنماط الطهي.

## المكونات
تختلف مكونات المأكولات المحلية في غرب أفريقيا، إلا أن هناك أيضًا العديد من القواسم المشتركة، فمعظم الأطباق تشترك بقاعدة من الطماطم والبصل والفلفل الحار. تعتبر هذه المكونات الثلاثة المقلية في الزيت تقنية طهي أساسية وحتى مقدسة في المنطقة، وهي تشبه مفاهيم مماثلة مثل الثالوث المقدس لطهي الكاجون، والكريول في الولايات المتحدة، والسوفريتو في إيطاليا، والميربويكس في فرنسا. يعد زيت جوز النخيل هو الأكثر انتشاراً بسبب أهميته بالمناطق الساحلية، حيث يساهم في إعطاء لون ونكهة مميزين للطعام، في حين تستخدم زبدة الشيا بشكل أكثر شيوعاً في منطقة الساحل وتسمى كاريتي بالفرنسية.
هناك بعض المكونات التي تتناسب مع بلدان معينة أيضًا. في غانا، المكونات الأكثر استخدامًا هي الفلفل الحار والزنجبيل والذرة، لأنهم يعتقدون أن الفلفل الحار يبرد الجسم ويطهره. في السنغال، يتم استخدام الفلفل الحار، والأرز، والدخن، والفول السوداني، والزنجبيل، وأوراق التمر الهندي، وفاكهة الباوباب. وفقًا لفران أوسيو أساري، فإن المكونات المشتركة لمنطقة غرب أفريقيا هي أوراق شجرة الباوباب، والحبوب مثل(الذرة الرفيعة ، والدخن، والفونيو، وجوزالكولا، وبذور الإيجوسي، ودجاج غينيا، وفلفل المليجويتا، والبامية، والأرز.

## الصلصات
تستخدم أوبي آتا، وأتا دين دين في العديد من الوصفات كصلصات رئيسية، حيث تعتمدان على الطماطم والفلفل الحار والبصل والنكهات مثل الزنجبيل، مسحوق الكاري، الثوم، والزعتر، بالإضافة إلى المرق.

## التوابل
تلعب التوابل دورًا قليلاً نسبياً في مطبخ غرب إفريقيا مقارنة بالمطبخ في شمال إفريقيا، حيث يستخدم الطهاة التوابل والأعشاب مثل الزنجبيل والكزبرة والزعتر بكميات معتدلة. مع ذلك، فإن الفلفل الحار محبوب في غرب أفريقيا، طازجًا ومجففًا ومسحوقًا، وخاصة في الأراضي الأكثر حرارة ورطوبة في المنطقة، الذي استخدم بالمنطقة بعد إبحار كريستوفر كولومبوس إلى أمريكا بواسطة البحارة الأوروبيين، ويقال أن التعرق الناجم عن الفلفل الحار يساعد على تبريد الجلد.
- فلفل سكوتش بونيه الحار يستخدمه سكان المنطقة بكميات كبيرة في العديد من الصلصات حيث يضيف نكهة فريدة للطعام بالإضافة إلى الحرارة. كما يساعد الفلفل الحار في حفظ الطعام.

- تُستخدم أيضًا بذور فلفل غينيا وتسمى أيضًا حبوب الجنة، وهو نبات أصلي في غرب إفريقيا، طعمها يحتوي على نكهة الهيل وبذور الكزبرة. كانت حبوب الجنة في الماضي سلعة ثمينة وصلت إلى أوروبا عبر وسطاء من شمال إفريقيا خلال العصور الوسطى .

- السومبالا هو نكهة تستخدم على نطاق واسع في جميع أنحاء غرب أفريقيا، وتستخدم بطريقة لا تختلف عن مكعب المرق، يتم تحضيره عادة من قبل النساء على مدار عدة أيام، من بذور نيري المعروفة أيضًا باسم حبة الخروب، وهو نبات أصلي في غرب إفريقيا. يمكن تصنيعها من أنواع أخرى من البذور، واستخدام فول الصويا بسبب عدم كفاية إمدادات بذور نيري . تتضمن عملية التصنيع الغليان والتنظيف ثم التعبئة للتخمير، فعملية التخمير تمنحها رائحة نفاذة ولذيذة. يمكن إضافة الملح إلى المنتج النهائي لتسهيل مدة تخزينه، يتم بيعه تقليدياً في كرات أو فطائر، إنه مكون تقليدي في الطهي يستخدم في جميع أنحاء غرب أفريقيا، على الرغم من أن مكعب المرق الأقل تقليدية، وتحديدًا علامة ماجي التجارية، ينافسه في الشعبية.[6]

- البوتاس الأفريقي (كربونات البوتاسيوم)، هو ملح أصلي يستخدم للنكهة ولتسريع وقت الطهي، وهو مصنوع من رماد الخشب في عملية قديمة كان يستخدمها المستوطنون الرواد في أمريكا الشمالية.

## الخضروات
تشكل الخضروات جزءًا رئيسياً من أي وجبة في غرب إفريقيا. من الخضروات التي يتم تناولها بشكل شائع البازلاء ذات العين السوداء، والباذنجان، والقرع، والبامية، بالإضافة إلى مجموعة واسعة من الخضروات الورقية الخضراء.
- تعتبر أوراق الباوباب، وأوراق اليقطين، وأوراق الروزيلا، وأوراق البطاطا الحلوة، وأوراق الكسافا، من بين الخضروات الشائعة في مطبخ غرب إفريقيا. تشكل البازلاء ذات العين السوداء الأساس لوجبة خفيفة مقلية شهيرة، وهي فطيرة أكارا .

- تُستخدم الدرنات النشوية والخضروات الجذرية مع أطباق اللحوم كغذاء رئيسي، وغالبًا ما تكون بمثابة رقائق لتخفيف حرارة الفلفل. تنتشر الكسافا، والكوكويام، والبطاطا الحلوة، والموز، والبطاطا اليابانية في كل مكان في النظام الغذائي المحلي، وعادة ما يتم غليها ثم دقها بالمدقة والهاون للحصول على عجينة نشوية سميكة تسمى فوفو .

## اللحوم
على الرغم من أن سكان المنطقة كانوا يأكلون كميات أكبر من الخضروات وكميات أقل من اللحوم في الماضي، إلا أن نظامهم الغذائي اليوم أصبح يمتاز باللحوم والملح والدهون. كما تحظى المأكولات البحرية بشعبية خاصة، وتجمع العديد من الأطباق بين الأسماك واللحوم.
تنتشر المأكولات البحرية بشكل كبير في المنطقة، ويمثل الصيد ربع القوى العاملة. تستخدم الأسماك المجففة والمدخنة في العديد من الصلصات واليخنات والأطباق، بنفس الطريقة التي تضيف بها الأنشوجة ولحم الخنزير المقدد نكهة إلى الطعام في عدد من المأكولات الأخرى. غالبًا ما يتم تقطيعه إلى رقائق ثم قليها في الزيت، وأحيانًا يتم طهيه في صلصة مصنوعة من الفلفل الحار والبصل والطماطم والتوابل مثل السومبالا والماء لإنتاج مزيج من النكهات الدقيقة.
يتم تناول الدجاج في كل مكان تقريبًا، ويعتبر بيض الدجاج غذاءً شائعًا ومصدرًا للبروتين، منها بيض دجاج غينيا الشائع الاستخدام. في بعض المناطق الداخلية، يفضل تناول لحوم البقر ولحم الخنزير ولحم الضأن.
السويا، وهو كباب لحم مشوي حار شهير بنكهة الفول السوداني والتوابل، يُباع كوجبة خفيفة أو وجبة مسائية وعادة ما يكون مصنوعًا من لحم البقر أو الدجاج.

## الأطباق الشعبية
في معظم مناطق غرب أفريقيا تشكل الأطباق الشعبية سمة سائدة، ولكنها تحمل أسماء مختلفة في أماكن مختلفة منها:
- الفوفو، الذي يحضرعادة من الكسافا والبطاطا، وفي بعض الأحيان يتم دمجه مع الموز أو دقيق الذرة أو دقيق الشوفان. في غانا، يتم صنع الفوفو من الكسافا المسلوقة والموز غير الناضج المخفوقين معًا، بالإضافة إلى نبات الكوكويام. حالياً، يتم تحويل هذه المنتجات إلى مسحوق ويمكن خلطها بالماء الساخن للحصول على المنتج النهائي، مما يلغي مهمة خفقه في الهاون حتى يتم الوصول إلى القوام المطلوب. يمكن تحضيره أيضاً من السميد أو الأرز أو حتى رقائق البطاطس. في كثير من الأحيان، لا يزال الطبق يُصنع بالطرق التقليدية. في غرب ووسط أفريقيا، يتم تقديم كومة من الفوفو مع الحساء. بعد غسل اليدين، يقوم الزبون بأخذ كرة صغيرة من الفوفو ويصنع فيها تجويفًا بإبهامه. ثم يتم ملء هذا الخزان بالحساء، ويتم أكل الكرة. أما في نيجيريا وغانا، غالبًا ما لا يتم مضغ الكرة بل يتم بلعها كاملة.

- يخنة الفول السوداني، هو حساء يعتمد على الفول السوداني وينتشر في معظم أنحاء غرب أفريقيا، ويحظى بشعبية كبيرة في السنغال وغامبيا ومالي وغينيا وكوت ديفوار، مع التوسع الكبير في زراعة الفول السوداني خلال الفترة الاستعمارية ، أصبح طبقًا شائعًا في جميع أنحاء غرب إفريقيا، وحتى الشرق حتى الكاميرون .

- أرز الجولوف، والذي يسمى أيضًا بيناشين، هو طبق شعبي في جميع أنحاء غرب إفريقيا. نشأت في السنغال ولكنها انتشرت إلى غرب أفريقيا بالكامل، وخاصة نيجيريا وغانا، والمكونات الأساسية هي الأرز والطماطم ومعجون الطماطم والبصل والملح والفلفل الأحمر، ويمكن إضافة اللحوم أو الخضروات أو التوابل.

## المشروبات
تعد مشروبات الشعير مثل سوبر مالت وماء جوز الهند الطازج من المشروبات الشعبية في غرب أفريقيا. أما المشروبات الكحولية، فإن نبيذ النخيل، عادة ما يباع في أصناف حلوة أو حامضة، البيرة المصنوعة من الدخن شائعة أيضًا.